# Alfred Cortot
Pour les articles homonymes, voir Cortot.

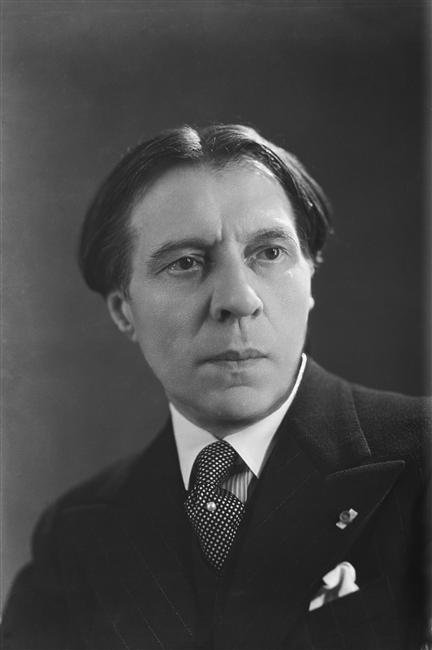
Alfred Cortot en 1934 (photo studio Harcourt)

Alfred Cortot, né le 26 septembre 1877 à Nyon (Suisse) et mort le 15 juin 1962 à Lausanne, est un pianiste français. Il est considéré comme l'un des grands interprètes du XXe siècle. Pédagogue renommé, il est un des fondateurs de l'École normale de musique de Paris. Son rôle dans le gouvernement de Vichy et son attitude pendant l'Occupation sont des sujets de controverses.

## Biographie

### Origines familiales et enfance en Suisse
Alfred Cortot naît dans une famille modeste installée à Nyon, « petite ville située à proximité du lac Léman en Suisse ». Sa mère vient du pays d'Ajoie, « région de Suisse se réclamant de la tradition française » ; son père, français, est originaire du Villars, près de Tournus en Bourgogne. Bien que qualifié de « franco-suisse » par son biographe Bernard Gavoty et malgré son attachement à son pays de naissance, il n'a jamais eu que la nationalité française.
Il est le quatrième enfant d'une fratrie composée d'un frère et de deux sœurs beaucoup plus âgés. Très tôt, sa mère décide de faire de son benjamin un grand pianiste alors que, selon lui, il n'a « ni aptitude ni préférence » pour le piano. En 1882, la famille emménage à Genève afin d'offrir à l'enfant un environnement artistiquement stimulant. Alors qu'il n'a que cinq ans, ses deux sœurs apprennent le piano et le solfège au Conservatoire de cette ville pour transmettre cet enseignement à leur frère. Léa, l'aînée, se charge de l'instrument et Annette, sa cadette, de la théorie musicale. Bien que leur niveau musical soit très rudimentaire, Cortot est profondément marqué par cet apprentissage improvisé. Il dira beaucoup plus tard à propos de ses sœurs :

« Elles accordaient à l'apprentissage élémentaire du clavier une signification imagée qui me faisait oublier le côté abstrait des notions qu'elles m'enseignaient pour le situer en marge du réel, dans une sorte d'ambiance féerique, propre à enchanter ma nature rêveuse et sevrée de toutes autres distractions. Je dois à cette prise de contact initiale ce qu'on a appelé ensuite, et parfois sans trop de complaisance mon « expressionnisme ». »

Alfred n'est pas un enfant prodige, mais travaille avec beaucoup de soin et de discipline. Toute la famille se sacrifie pour son éducation. Comme le résume Bernard Gavoty : « Chez les Cortot, un enfant […] porte sur ses petites épaules l'ambition d'un foyer laborieux. Cinq personnes autour de lui s'imposent bien des sacrifices pour que le benjamin poursuive ses études. Chacun y met tout son cœur. […] La réussite d'Alfred sera le salut de la famille entière. »

### Le Conservatoire de Paris
En 1886, la famille déménage à Paris avec l'objectif de le voir entrer au Conservatoire national de musique et de déclamation. Sa formation étant insuffisante, il échoue, mais l'un des professeurs, Émile Decombes, accepte de le prendre dans son cours comme auditeur libre et il réussit le concours l'année suivante.

#### Decombes et Diémer
Dans la classe de Decombes, il rencontre des gens qui ont été élèves de Frédéric Chopin, comme Georges Mathias (1826-1910) ; il en est marqué pour toute la vie, se trouvant ainsi en relation immédiate avec l'époque du romantisme qui a toujours été son paradis perdu. Decombes lui-même avait reçu à plusieurs reprises des conseils de Chopin.
Les études du jeune Cortot sont laborieuses même si ses professeurs le décrivent comme très appliqué : il ne réussit à passer dans la classe supérieure de Louis Diémer qu'après six années. Il n'a pas de grandes affinités avec Diémer qui privilégie la technique au détriment de l'expression. Cependant celui-ci lui présente Anton Rubinstein, élève de Franz Liszt et le plus fameux pianiste de l'époque. Cortot joue devant lui la Sonate « Appassionata » de Ludwig van Beethoven. Rubinstein lui déclare à la fin de leur rencontre : « Petit, n'oublie pas ce que je vais te dire : Beethoven, ça ne se travaille pas, ça se réinvente ».
Cortot échoue encore à trois reprises au concours de fin d'année. Mais, en 1896, alors qu'il a presque dix-neuf ans, il joue la Quatrième Ballade de Chopin devant le jury et remporte brillamment le premier prix, à l'unanimité du jury, seul nommé.

#### Risler
Dans la classe de Diémer, Cortot rencontre Édouard Risler de quatre ans son aîné et premier prix en 1889, qui eut une immense influence sur lui. Diémer avait étudié en Allemagne avec Eugen d'Albert, le disciple préféré de Franz Liszt : il enseigne à Cortot une approche du piano beaucoup plus orchestrale et expressive. Mais c'est Risler qui initie Cortot à Chopin et en particulier à ses Études qui l'accompagnèrent toute sa vie. Bernard Gavoty rapporte ce que ressentit Cortot lors d'une séance de travail :

« Je sentis tout à coup la musique entrer en moi, non pas avec ses notes, mais avec son sortilège, sa faculté d'irradier, de transmettre l'incommunicable… […] Risler me révélait un monde magique dont je ne connaissais que l'extérieur… […] De ce moment, je compris ce que suscitait la musique et comment la vocation d'interprète pouvait transcender le métier de pianiste. Je savais, je voyais, je croyais, j'étais désabusé. »

Cette formation joue un rôle décisif qui explique son premier prix en 1896. Cortot dit de Risler : « c'était mon frère et mon modèle. Je lui dois tout. »

### Débuts professionnels

#### Bayreuth
La maison Pleyel offrant un cadeau aux lauréats du premier prix du conservatoire, Cortot demande qu'on lui offre un voyage à Bayreuth. Il rejoint là-bas Risler qui le présente à Cosima, la fille de Franz Liszt et épouse de Richard Wagner. La découverte de la musique de Wagner est un tel choc qu'il décide de devenir chef d'orchestre. Risler l'introduit aussi dans le cercle des musiciens français qui font le « pèlerinage » à Bayreuth : ces rencontres vont lui ouvrir de nombreuses portes dans son pays. De retour en France, il est un musicien reconnu et joue de la musique de chambre dans les salons parisiens et convainc la comtesse Greffulhe de financer la première exécution du Crépuscule des Dieux en France qu'il dirige lui-même le 15 avril 1902 et qui est un triomphe. Il est répétiteur à Bayreuth en 1901.

#### Chef d'orchestre
En 1903, il crée son propre orchestre, ce qui lui permet de diriger ainsi les premières en France du Requiem allemand de Brahms et de la Missa solemnis de Beethoven. Comme il est de coutume à cette époque, il coproduit les concerts qu'il dirige. Malheureusement, après le retrait progressif de ses mécènes et un associé douteux sur le plan de la gestion, sa carrière de chef d'orchestre se révèle un désastre financier, et il reprend sa carrière de pianiste en 1905.

#### Rencontres
Par son mariage en 1902 avec Clothilde Bréal, fille du philologue Michel Bréal et meilleure amie de la femme de Léon Blum, Cortot fréquente assidûment le milieu de la bourgeoisie intellectuelle. Ainsi, dans le salon de Mme Ménard-Dorian, il rencontre Clemenceau, Aristide Briand et les grandes figures de la gauche radicale ou socialiste. Cortot se déclare durant cette période « passionnément dreyfusard ». Il considère Léon Blum comme « son meilleur ami ».

#### Musique en trio
En 1905, il fonde avec Pablo Casals et Jacques Thibaud un trio de musique de chambre dont la réputation devient rapidement internationale. Le trio rencontre un succès considérable qui fait sortir ce genre musical des salons pour l'imposer sur les scènes de concert. Mais le trio s'arrête dans les années 1930 pour des raisons politiques, Casals reprochant à ses partenaires de ne pas s'engager dans sa lutte antifasciste lors de la Guerre d'Espagne : « La difficulté de concilier les agendas respectifs des trois vedettes, mais aussi des tensions d'ordre privé et politique séparent cependant Casals de ses camarades vers 1935 : contrairement aux deux autres, le violoncelliste refuse d'aller jouer dans l'Allemagne nazie, puis s'engage avec passion dans la défense de l'Espagne républicaine »,.
Il rencontre Gabriel Fauré, dont il devient très proche, et crée ses Nocturnes no 7 et no 9.

#### Pédagogue
À côté de ses activités d'interprète, Alfred Cortot mène une carrière d'enseignant. Il est nommé professeur de la classe féminine de piano au Conservatoire national de musique et de déclamation en 1907. Il a comme premières étudiantes Yvonne Lefébure, Magda Tagliaferro et Clara Haskil. Toute sa vie durant, il alterne concerts et enseignement.

#### La Première Guerre mondiale
En 1914, Cortot interrompt sa carrière pianistique pour se consacrer entièrement à des actions patriotiques. Il organise des spectacles pour le public du front et de « l'arrière ». Précisément, il organise des Matinées Nationales qui se déroulent jusqu'en 1918 en Sorbonne, à Paris. Il participe également au rayonnement de la musique au sein des spectacles du Théâtre aux Armées, destinés aux combattants des tranchées.
Appelé par Albert Dalimier, sous-secrétaire d’État aux Beaux-Arts qui le repère dès 1916, Cortot se voit confier en 1916 un « service de propagande artistique ». Il organise de nombreuses manifestations, expositions, représentations théâtrales, concerts dans les pays alliés ou neutres.
Le 14 août 1914, il fonde l'Œuvre fraternelle des Artistes, sous le patronage de l'administration des Beaux-Arts, destinée aux artistes nécessiteux. A la demande de Cortot, son ami Paul Dukas participe au comité d'honneur de l’organisation. D'autres compositeurs comme Debussy, Fauré et Saint-Saëns en font partie. Au 31 mars 1916, Cortot indique que 275 200 francs ont été distribués à 4 027 familles d'artistes.

### L'entre-deux-guerres

#### L'apogée de sa carrière
La période entre les deux Guerres mondiales est l'apogée de la carrière artistique de Cortot.
C'est pendant cette période qu'il rédige la plupart de ses ouvrages : des écrits pédagogiques (Méthodes de piano, Éditions commentées), des écrits littéraires (La Musique française de piano, Préfaces, etc.).
Le nombre de concerts et de conférences relève du prodige. Il enregistre 150 disques et dirige comme chef d'orchestre l'orchestre de l'école Normale. On parle du « miracle Cortot » : c'est l'expression utilisée par Louis Barthou, le ministre des Affaires étrangères, qui l'élève à la dignité de Commandeur de la Légion d'honneur le 25 juillet 1934.
En effet, Cortot est un symbole du rayonnement culturel de la France et n'hésite pas à soutenir la politique extérieure de la Troisième République. Par exemple, il donne de nombreux concerts en Roumanie, Tchécoslovaquie et Yougoslavie pour soutenir la « Petite Entente », il joue en Allemagne à partir de 1927 après le rapprochement franco-allemand à la suite des accords de Locarno et en URSS au printemps 1936 au moment de la signature d'un accord franco-soviétique. Ceci explique que c'est au titre des Affaires étrangères et non des Beaux-Arts qu'il devient Commandeur de la Légion d'honneur.
Son livre La Musique française de piano est en fait un recueil d'articles sur l'œuvre pianistique de Franck, de Debussy, de Ravel ou du Groupe des six. Cortot s'attache tout particulièrement à mettre en valeur la musique française de son temps.
Cortot est devenu l'un des musiciens les plus importants de la vie musicale internationale. Le pays où il a le plus de succès est celui où il a vraiment commencé sa carrière : l'Allemagne. Les Allemands le considèrent dès la fin des années 1920 comme « le plus grand pianiste de son temps » et « le traducteur le plus autorisé de Schumann »,. Pour Cortot, qui considère l'Allemagne comme la patrie des musiciens, c'est la consécration.

#### L'École normale de musique

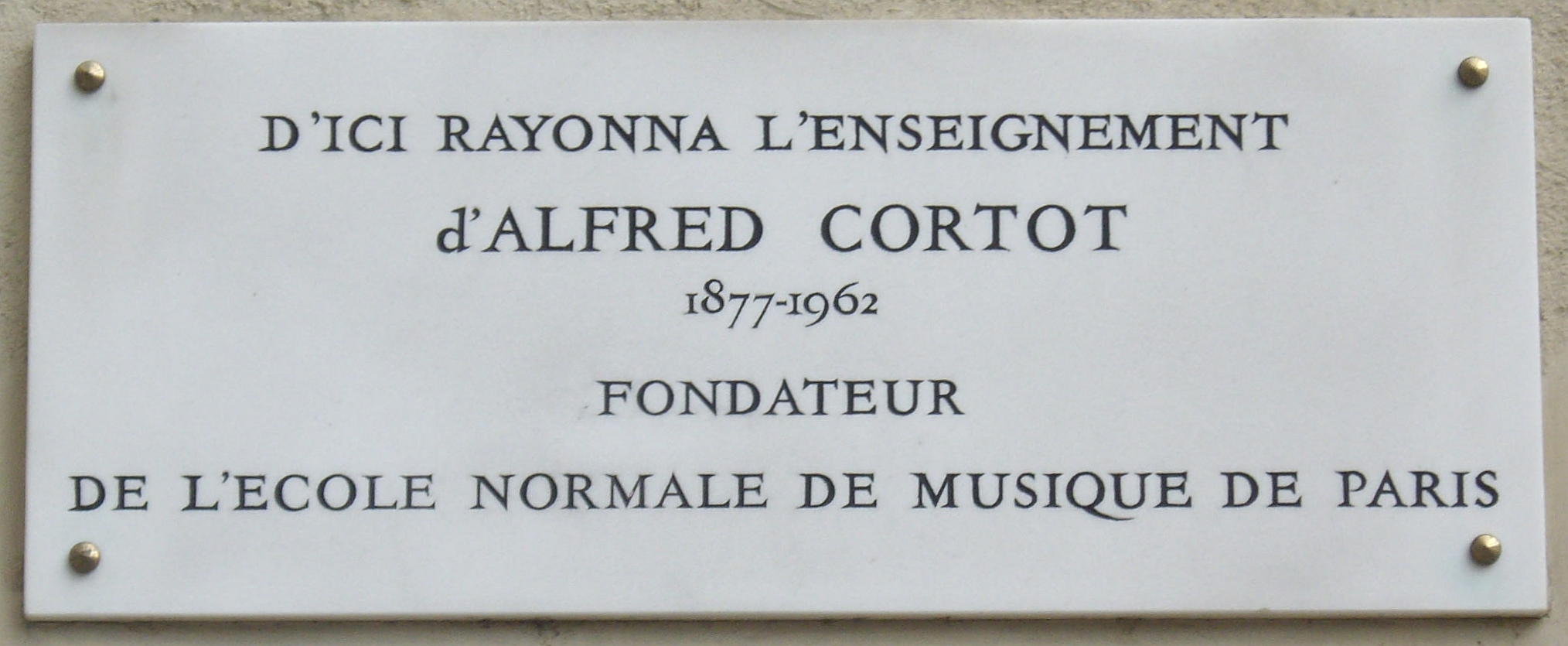
Plaque apposée sur la façade de l'École normale de musique de Paris.

Après une tournée aux États-Unis en 1918, il fonde en 1919 avec Auguste Mangeot, directeur de la revue Le Monde musical, l'École normale de musique de Paris qui porte désormais son nom. L'Ecole normale de musique est conçue avant tout comme un centre de rayonnement international puisqu'elle est destinée à accueillir avant tout des élèves étrangers. Cortot veut que l'École comporte un cursus complet, avec l'étude approfondie d'un instrument, le solfège, l'écriture, l'histoire de la musique, la pratique du répertoire et de la pédagogie. Cortot estime aussi qu'un enseignement musical complet comporte toutes les disciplines liées à l'expression artistique : la gymnastique rythmique, l'histoire de l'art en correspondance avec la musique et les langues vivantes. Les meilleurs professeurs rejoignent Cortot : Lazare-Lévy (« cours supérieur ») et son ancienne élève Yvonne Lefébure pour le piano, Marcel Dupré pour l'orgue, Wanda Landowska pour le clavecin, Jacques Thibaud pour le violon, Pablo Casals et André Navarra pour le violoncelle, Claire Croiza, Charles Panzéra et Pierre Bernac pour le chant, Georges Enesco, Paul Dukas et Arthur Honegger pour la composition, Nadia Boulanger pour l'harmonie et le contrepoint.

### La Seconde Guerre mondiale
Le rôle d’Alfred Cortot et son niveau d'implication dans le régime de Vichy ont fait l'objet de nombreuses polémiques. Pour François Anselmini, c'est « le sujet qui fâche » et qui va ternir durablement sa réputation.

#### Le début de la guerre et la débâcle
Le 3 septembre 1939, le jour de la déclaration de guerre de la France à l'Allemagne, Cortot annule comme en 1914 tous ses engagements. Il prend lui-même l'initiative de rédiger un projet pour coordonner toutes les activités culturelles afin d'apporter distraction et réconfort aux soldats français,. Cortot se voit alors proposer par Georges Huisman, directeur des Beaux-Arts, le poste de délégué général aux Arts et loisirs aux Armées. Pendant la « drôle de guerre », il organise donc de nombreux concerts où il joue parfois lui-même.
Pendant la débâcle, il est avec l'administration des Beaux-Arts au château de Chaumont-sur-Loire le 21 mai 1940. Le 14 juin, Huisman et lui partent en voiture à Bordeaux. Après l'armistice du 22 juin, alors que Huisman s'est embarqué sur le Massilia, Cortot se rend à Vichy où le nouveau gouvernement s'installe en juillet,.
Cortot occupe pendant un temps très court (celui du ministère d'Albert Rivaud) le poste de Huisman avant d'être remplacé par Louis Hautecœur, personne que Cortot apprécie et avec qui il partage de nombreuses opinions sur ce qui doit être fait sur le plan artistique. Il se voit alors relégué au poste de directeur artistique des services de la jeunesse.
Comme en 1939, il prend l'initiative de rédiger plusieurs rapports, pendant l'été 1940. Ces rapports concernent la réorganisation de la vie musicale où il développe les projets de réformes qu'il voulait réaliser depuis longtemps. Mais la part la plus importante concerne la propagande culturelle à l'étranger. Comme pendant la période 1916-18 durant laquelle il dirigeait le « service de propagande artistique », Cortot pense que le redressement du pays passe par le développement du prestige culturel de la France. C'est aussi l'opinion de Hautecœur qui déclare en janvier 1942 : « La France n'a pas été vaincue sur le plan artistique. Notre architecture, notre peinture, notre sculpture, notre musique continuent à exciter l'admiration ». Cortot comme Hautecœur veulent développer la musique contemporaine mais aussi encourager la pratique de chants traditionnels et folkloriques et l'usage des chants populaires.

#### «Un rôle social artistique et national en faveur de la Révolution nationale»
Le fait que Cortot ait adhéré ou non à la Révolution nationale du maréchal Pétain dans sa totalité fait l'objet de débats entre historiens encore à l'heure actuelle. En effet, à l'exception notable de sa signature pour un « appel contre le terrorisme » (c'est-à-dire contre la Résistance) en 1941, toutes ses actions et tous ses écrits concernent uniquement la musique et la culture et pas directement la politique. En revanche, dans le domaine de la musique, son engagement est total. Il écrit en effet en mars 1941 : « [la musique] est un art dont l'importance nationale ne saurait plus longtemps être négligée par les pouvoirs publics. [Il faut appuyer] les sociétés musicales [dont les activités ont] un rôle social artistique et national […] en faveur de la Révolution nationale ». Ou encore en 1943 : « la révolution du Maréchal ne sera pas lettre morte pour la musique française ».
Dans une lettre adressée aux « garçons de France » dont il a la charge, Cortot écrit ces phrases qui résument bien son état d'esprit durant cette période :

« [Pour reconstruire une France] à la fois très nouvelle et très ancienne, il n'y a pas de meilleur modèle que l'ouvrage bien fait et le culte des arts […] Je rêve, pour ma part, de voir s'élever, ici et là, sur le territoire français, des Maisons de jeunes où, dans les veillées, on vous aiderait à évoquer les enseignements de la beauté sous ses divers aspects. Ni bricolage ni dilettantisme dans ces réunions, où alterneraient chansons de métier ou de terroir, danses et légendes régionales, travaux d'artisanat, projections de tableaux et de monuments, auditions musicales, apprentissage des disciplines chorales. N'oubliez pas que la beauté est dans l'œil de celui qui regarde. Apprenez donc à regarder, à entendre, à comprendre. Adoptez une belle devise : « Plus est en nous ». Et n'oubliez pas que l'on ne chante pas toujours parce que l'on est joyeux, mais aussi parce que l'on est courageux. »

#### Les postes occupés pendant la période de Vichy
Les propositions de Cortot soutenues par Hautecœur intéressent beaucoup le nouveau régime de Vichy qui le nomme en septembre 1940 à la tête du Service d'initiative artistique,. En novembre, Cortot est chargé de lire les discours à la jeunesse du maréchal Pétain sur Radio-Jeunesse et inaugure une série d'émissions consacrées aux chansons folkloriques.
Il est aussi nommé membre de la commission d'étude des questions de la jeunesse du Conseil national de Vichy en 1941 où il siégera en avril 1941 et en mars 1942,,. En mars 1941, un rapport suggère de créer trois directions au sein du ministère : l'une pour les arts plastiques, l'autre pour la littérature et le théâtre et la dernière pour la musique. C'est Cortot qui est choisi pour la musique et qui devient ainsi le 26 mars « chargé de mission au Secrétariat général des Beaux-Arts pour l'étude des questions relatives à l'enseignement musical, aux orchestres symphoniques et aux sociétés musicales en France ».
Il est aussi nommé membre du Conseil supérieur de l'enseignement du Conservatoire en juillet 1941 et préside le jury des auditions pour l'orchestre de la Radio nationale en octobre 1941. Il est aussi consulté à propos de la nomination du directeur de l'opéra comique en automne 1941 et nommé membre du Comité national du folklore le 30 mars 1942. Le 4 mai 1942, il entre dans le cabinet d'Abel Bonnard, ministre secrétaire d'État à l'Éducation nationale dans le gouvernement de Pierre Laval : il est chargé de mission en tant que conseiller technique pour l'étude des questions d'ordre professionnel et corporatif susceptibles d'assurer le développement du goût musical en France et nommé le lendemain président du Comité d'organisation professionnelle de la musique. Ce dernier poste va l'occuper jusqu'à la fin de la guerre et l'amener à faire créer un Comité professionnel de l'art musical de l'enseignement libre de la musique, couramment appelé le « comité Cortot », qu'il préside entouré des principaux musiciens français de l'époque,.
Ces différents postes ne comportent que peu de pouvoir décisionnel : il est avant tout un expert chargé des questions pédagogiques et musicales. Mais son action est appréciée par le régime qui lui décerne la Francisque et ses conseils sont souvent suivis par ses ministères de tutelle.
Entre fin 1942 et la libération et alors que toute la France est occupée, Cortot est obnubilé et accaparé par sa réforme du monde musical qui conduit à la création d'un « Ordre des musiciens, » pour réglementer la profession. Son activité est très importante durant cette période : recensement des musiciens sur le plan professionnel, création d'un centre de documentation, constitution d'une bibliothèque et d'une discothèque, constitution d'un « fonds » destiné à assurer la retraite des vieux musiciens, etc.. Ces projets lui tiennent tant à cœur qu'il avance beaucoup d'argent personnel,. Non seulement, son action sera en grande partie reprise par les directeurs ou inspecteurs généraux qui lui succéderont (Amable Massis et Marcel Landowski), mais certaines des idées qu'il n'a pas eu le temps d'appliquer seront développées par la suite : les « Maisons de Jeunes » qui ne sont vraiment mises en œuvre qu'en 1945 ou la création d'orchestres et de conservatoires régionaux mis en place par André Malraux et Marcel Landowski dans les années 1960. Ainsi, indépendamment du contexte politique, l'action de Cortot va avoir une portée importante et durable sur la vie musicale française.
De fait, Cortot joue un rôle central dans la vie culturelle française durant l'occupation. En plus de ses nombreuses fonctions, il reprend partiellement ses concerts surtout après son départ de Vichy pour Paris en novembre 1941,. Il donne alors de nombreux concerts et participe à des réceptions parfois en présence des membres du gouvernement de Vichy et de l'occupant. C'est le cas, par exemple, durant la semaine Mozart en décembre 1941 ou dans le cadre de l'exposition du sculpteur préféré d'Hitler, Arno Breker, durant l'été 1942,. Il joue aussi avec des orchestres allemands en tournées en France et souvent sur l'antenne de Radio-Paris, que contrôle la Propagandastaffel, avec le « Grand Orchestre » qui rassemble les meilleurs instrumentistes français.

#### Les concerts en Allemagne en 1942
En 1942, son ami le chef d'orchestre Wilhelm Furtwängler qu'il connaît depuis les années 1920 l'invite pour donner des concerts en Allemagne. Cortot pose comme seules conditions de donner son premier concert, entièrement gratuit, au Foyer français de Berlin et de jouer, toujours gratuitement, pour les prisonniers français détenus dans les stalags et les oflags. Ces conditions sont acceptées et Cortot joue bien dans des camps de prisonniers français comme ceux de Lichterfelde et d'Allach où il fait aussi un discours.
L'invitation de Furtwängler et les concerts en Allemagne n'avaient aucun contenu politique explicite mais Cortot, comme Furtwängler, est « totalement inconscient » de l'immense portée symbolique de l'événement : Cortot devient ainsi le premier musicien français à jouer en Allemagne depuis l'armistice et pour tous ceux, officiels nazis ou collaborationnistes français, qui souhaitent une forte collaboration entre les deux pays, ces tournées sont du pain bénit,. Le fait que les officiels allemands étaient prêts à tout pour l'envoyer jouer en Allemagne est prouvé par le fait que Cortot réussit à obtenir d'Otto Abetz, l'ambassadeur de l'Allemagne à Paris, en échange de ses concerts, la libération de trente musiciens d'orchestre et même l'« aryanisation d'honneur » de musiciens juifs français.
Cortot fait donc deux tournées en Allemagne en juin et novembre 1942. Il joue à Berlin (3 et 4 juin, 16 novembre : concerts Schumann où il joue le concerto du compositeur avec Furtwängler), à Hambourg (19 novembre), à Leipzig (21 novembre), à Munich (23 novembre), à Stuttgart (24 novembre) et à Francfort (26 novembre). Ces concerts seront toujours très vivement reprochés à Cortot.
Les officiels nazis lui font un triomphe ainsi que les collaborationnistes français à son retour à Paris. Le 8 juillet 1942, le Groupe Collaboration donne, en effet, une réception pour fêter le retour de Cortot. Son président pour la section musicale, Max d'Ollone lui déclare : « La section musicale du groupe Collaboration avait le devoir, l'agréable devoir, de fêter les éminents artistes dont l'actuelle activité se manifeste au plus grand bénéfice du rapprochement franco-allemand. Mon cher Cortot, tu as fait, certes, un acte utile de collaboration en acceptant l'offre qui te fut faite de jouer à Berlin à l'un des concerts de la Philharmonique, et d'être le premier artiste français paraissant devant un public allemand depuis l'Armistice. » Cortot répond dans un sens qui semble confirmer qu'il ne réalise pas la signification politique réelle de son acte. En effet, il n'utilise le terme de collaboration que dans un sens artistique : « La collaboration... dans le domaine de la Musique, il m'a été donné de la connaître entre l'Allemagne et la France depuis plus de quarante ans, et en dépit des événements qui s'y opposaient sur d'autres terrains. Je viens de connaître à Berlin des heures qui m'ont valu de pouvoir apprécier la spontanéité d'une sympathie qui, par-delà ma modeste personnalité, atteignit l'art de mon pays ».
Par la suite, il semble avoir mieux compris la portée politique de ses concerts car, fortement sollicité à nouveau en 1943 (pas par Furtwängler mais par le gouvernement de Vichy), il refuse cette fois-ci l'invitation.

#### L'attitude de Cortot
Le comportement de Cortot vis-à-vis des Juifs durant la guerre fait lui aussi débat parmi les historiens. On ne trouve aucune trace d'une condamnation par Cortot des lois raciales qui s'abattent sur toute la France et affectent tout dans le pays jusqu'à sa propre école normale,,,. De la même façon, les historiens n'ont trouvé aucun écrit de Cortot à caractère antisémite. Il s'est vu très souvent reprocher de n'avoir rien fait pour aider Clara Haskil et Vlado Perlemuter, deux de ses anciens élèves et deux des plus grands pianistes du XXe siècle. Le pianiste Lazare-Lévy, parmi d'autres dans des situations similaires, a reproché à Cortot d'être resté froid et indifférent lorsqu'il lui a demandé de l'aide pour sauver son fils qui venait d'être arrêté par la Gestapo,.
A contrario, le chef d'orchestre Manuel Rosenthal a témoigné de l'amitié de Cortot qui lui a été d'un grand réconfort moral durant la période 1941-42. Il est, d'autre part, bien documenté (les personnes concernées sont souvent venues témoigner aux procès de Cortot dans ce sens), que Cortot a aidé et souvent sauvé de nombreuses personnes surtout juives. On peut citer par exemple le pianiste Léon Kartun, le violoniste Dany Brunschwig, le flûtiste Marcel Moyse, le musicien Reynaldo Hahn, la soprano Marya Freund, le pianiste François Lang (Cortot est intervenu sans succès dans ce cas), le pianiste Henri Etlin, etc.
D'autre part, Cortot a fait exempter de Service du travail obligatoire (STO) de nombreux musiciens et a protégé ceux qui agissaient en ce sens dans la clandestinité comme Claude Delvincourt, directeur du Conservatoire national de musique et d'art dramatique, qui avait créé un « Orchestre des Cadets » pour soustraire ses élèves à cette obligation et qui fut menacé de révocation, les autorités s'étant rendu compte du subterfuge.
Le comportement de Cortot pendant la guerre et la germanophilie qu'il a développée depuis son premier séjour à Bayreuth ont souvent été rapprochés. Son ami et biographe, Bernard Gavoty, avance, en effet : « qu'il ait, dans son for intérieur, préféré pour la France, pendant la guerre, l'union avec l'Allemagne à une alliance avec l'Amérique - pays qu'il connaît bien pour l'avoir maintes fois arpenté - est très probable ». Mais, d'une part, sa germanophilie date de bien avant l'arrivée au pouvoir des nazis et ne l'a pas empêché de s'engager fortement dans la guerre contre l'Allemagne en 1914 et 1939 et, d'autre part, Gavoty explique que Cortot a une vision complètement idéalisée et apolitique de l'Allemagne : « l'Allemagne, pour lui, c'est la musique et la culture allemande - un point, c'est tout ». C'est ce que confirme Limore Yagil : « Comme d'autres artistes, il voit en l'Allemagne le pays de Goethe, de Heine, de Bach, de Beethoven, de Schubert, de Brahms, de Wagner et de Schiller, et ne s'intéressant pas à la politique, ne pouvait ou ne voulait pas comprendre la véritable nature du nazisme ».
D'autre part, sa vision idéalisée et apolitique de l'Allemagne a été renforcée par sa relation privilégiée avec Wilhelm Furtwängler qui fut son interlocuteur professionnel principal en Allemagne. Furtwängler était depuis son accession à la direction de l'Orchestre philharmonique de Berlin en 1919, le symbole vivant de la grande tradition musicale allemande. L'historien Fred K. Prieberg écrit en conclusion de son livre sur Furtwängler que ce dernier se considérait comme l'héritier de l'Allemagne de Beethoven, Goethe et Schiller et considérait les nazis comme des usurpateurs sans se rendre compte que l'Allemagne de Beethoven, Goethe et Schiller ne signifiait plus rien pour l'immense majorité des Allemands de son temps. Furtwängler, qui était considéré de son vivant comme le plus grand interprète des classiques allemands en particulier Beethoven, Brahms, Schubert, Schumann et Wagner que Cortot adorait, correspondait exactement à l'image que ce dernier voulait se faire des Allemands sans réaliser le décalage complet par rapport à la réalité de son temps. Cette capacité à s'illusionner était d'autant plus efficace que le chef d'orchestre refusait aussi de voir pleinement la nature de ce qui s'était emparé de la majorité des Allemands en s'enfermant dans sa notion de la « vraie Allemagne » dont il se voulait le représentant.
Il n'est donc pas étonnant d'apprendre que c'est Furtwängler qui invita Cortot à plusieurs reprises en Allemagne comme en 1930, en 1934 à l'arrivée au pouvoir des nazis ou en 1938 et en 1942 et que Cortot ait accepté ses invitations dans un contexte qu'ils concevaient tous les deux comme apolitique.
Le décalage de Cortot par rapport à la réalité politique de son temps se révèle clairement par son comportement à la fin de la guerre. Alors qu'Abel Bonnard, son ministre de tutelle, s'enfuit en Espagne, Cortot assiste à la libération de la France sans inquiétude par rapport à son implication dans le régime de Vichy et surtout dans le gouvernement Laval : il reste à Paris en dépit des conseils de plusieurs amis. D'après Gavoty, la réalité politique rattrape enfin Cortot et de façon très violente le jour où il apprend l'existence des camps d'extermination nazis. Alors que Paris vient d'être libéré, il organise un repas avec Bernard Gavoty et des amis anglais et américains (rencontrés durant des tournées par le passé). Ces derniers évoquent l'existence de ces camps : Cortot déclare que « c'est impossible ». Puis devant l'évidence (on lui montre des photos « rapportées par de rares évadés » avant la libération des camps), il reste cloué sur sa chaise incapable de prononcer un mot jusqu'à la fin du repas. Quand les hôtes prennent congé, il ne peut dire que « c'est affreux » en embrassant Renée sa compagne. Gavoty le rencontre un peu plus tard : Cortot lui dit qu'il a réalisé qu'il s'était trompé et qu'il va très probablement devoir rendre des comptes à la justice.
Le samedi 2 septembre 1944, il est arrêté par trois FFI accompagnés d'un agent de la police judiciaire.

#### Les procès
Cortot passe trois jours en prison. Il fait ensuite l'objet de plusieurs interrogatoires. Le procès n'ayant pas été préparé, le juge ne dispose que de très peu d'éléments à charge : des plaintes mais anonymes et une note de Madame Cortot accusant son mari d'antisémitisme. Madame Cortot était juive. Cortot a pu obtenir pendant la guerre un pseudo-certificat de baptême célébré à Londres et ainsi pu soutenir la thèse qu'elle était protestante. Cortot l'a quittée en 1931 pour Renée Chaine une femme beaucoup plus jeune mais les Cortot n'ont jamais divorcé et Cortot n'a épousé Renée Chaine qu'après le décès de sa première femme, fin 1946. Ne sachant pas quelle charge retenir contre Cortot, le juge le libère le 7 concluant à une « arrestation prématurée, sur dénonciation des FFI de Neuilly ».
Cortot étant à la fois administrateur et pianiste, va faire l'objet de deux procès devant des comités d'épuration : une première fois en sa qualité de professeur honoraire au Conservatoire et de président du Comité professionnel de l'art musical et de l'enseignement libre de la musique devant le « Comité national d'épuration des professions d'artistes dramatiques, lyriques et de musiciens exécutants » et une deuxième fois en tant qu'artiste devant le « Conseil d'enquête de l'administration des Beaux-Arts »,,.
Cortot comparaît devant le premier comité le 23 février 1945. Les charges d'accusations sont les suivantes :
- ce qu'on lui reproche le plus[w 23] ce sont ses deux tournées de concerts en Allemagne en 1942 même si la commission reconnaît qu'il a joué pour des prisonniers français et surtout que Cortot a versé l'intégralité des bénéfices de ses concerts pendant l'occupation à de multiples œuvres sociales, tel le pécule des musiciens prisonniers[li 32], alors que les prisonniers étaient, toutefois, “l’une des cibles favorites de la propaganda vichyste” selon François Anselmini[22].
- le comité lui reproche aussi son rôle sous Vichy : « son attitude vichyssoise provocante, porteur de la Francisque, membre du Conseil national, propagande démoralisante et blessante vis-à-vis des Français de la métropole et de ceux des forces combattantes » selon les paroles de l'accusation[art 14].

Pour la défense, de nombreuses personnes viennent témoigner en sa faveur. Il s'avère en premier lieu qu'il est intervenu pour améliorer le sort de prisonniers français ou pour en obtenir la libération (vingt-six libérés selon le rapport de la commission), en deuxième lieu qu'il est intervenu pour éviter le départ de Français pour l'Allemagne pour le Service du travail obligatoire, en troisième lieu qu'il a aidé de nombreux artistes d'origine juive comme Marya Freund, Denise Soriano, Reynaldo Hahn, Léon Kartun, Dany Brunschwig, Marcel Moyse, etc. et en quatrième lieu qu'il a protégé des membres de la Résistance identifiés par les troupes d'occupation comme Robert Quilnault, maître de ballet à l'Opéra comique, Jacques Bastard, chanteur, Jean Lamy, etc.
Le premier conseil statue le 28 avril 1945 que son action sous Vichy et ses concerts en Allemagne sont compensés par ses actions en faveur de nombreuses personnes. Le dossier va être transmis au deuxième comité. Le premier comité considère cependant qu'il mérite des sanctions administratives et émet le vœu, à l'unanimité, que Cortot soit révoqué de ses fonctions de président du Comité professionnel de l'art musical (en fait il a déjà démissionné de ce poste à l'automne 1944) et que sa retraite de professeur au Conservatoire soit supprimée. Ce dernier point ne sera pas appliqué.
Le dossier est transmis par le ministre de l'Éducation nationale pour avis au directeur du Conservatoire, Claude Delvincourt qui plaide fortement l'indulgence. En effet, ce dernier explique que Cortot l'a défendu auprès d'Abel Bonnard lorsqu'il était rentré dans la clandestinité et qu'il lui avait évité la révocation. Il déplore de ne pas avoir été convoqué par le premier comité. Le deuxième comité réexamine son dossier et condamne finalement Cortot le 17 octobre 1947 à une peine légère mais symbolique : la suspension de son activité professionnelle durant une année,. Comme la peine est rétroactive, il peut reprendre son travail dès le 1er avril 1946,.
Cortot a déclaré devant le comité pour expliquer son comportement pendant la guerre :

« J'ai donné 50 ans de ma vie au service de la France […] quand on m'a demandé de m'occuper des intérêts de mes camarades, j'ai pensé que je ne pouvais pas refuser […] J'ai pensé en 1940 [quand il a été nommé au Comité national] que je pouvais rendre service à la cause de la Musique qui n'avait jamais été représentée à ce moment-là […] J'ai représenté alors les intérêts du Gouvernement français, du moins les intérêts de la France […] Je ne me suis jamais occupé de politique […] J'ai cherché uniquement à consacrer mon temps aux Arts. J'ai renoncé à mes activités particulières. Je n'ai pas fait cela dans un but politique […] Je n'avais qu'une ambition, c'était de servir une cause que je connais bien et que j'ai essayé de défendre de tout mon cœur pendant 50 ans. »

### L'après-guerre
Le 23 avril 1946, Alfred Cortot donne son concert de rentrée à Tours. Il joue ensuite à Deauville, Biarritz, Lyon, Reims, Saint-Étienne, Grenoble et réalise des tournées en Suisse, en Angleterre et en Italie. Après la mort, le 2 décembre 1946, de sa première femme, il épouse Renée Chaine (1903-1965) et s'installe avec elle à Lausanne où il a décidé de finir ses jours. Tous ses concerts rencontrent un grand succès. Mais dans la France de la Libération avec le retour du général de Gaulle, où l'identité française se reconstruit par opposition systématique au régime de Vichy, Cortot est devenu, pour certains, le symbole du « musicien collaborateur », étiquette qui va lui rester durablement. Ainsi, une partie du milieu musical parisien va lui infliger, à l'occasion de sa rentrée parisienne, une « sanction » bien plus grave pour lui que celle de la justice.
Claude Delvincourt, directeur du Conservatoire national de musique et d'art dramatique veut absolument avoir la primeur de cette rentrée. Il organise trois concerts avec l'Orchestre de la Société des concerts dirigé par André Cluytens les 18 janvier 1947 (matinée et après-midi) et 19 (après-midi) au théâtre des Champs-Élysées. Mais le syndicat des artistes musiciens de Paris et la région parisienne a voté l'interdiction à ses adhérents de l'accompagner « en raison de l'attitude de M. Cortot durant les années d'occupation »,. La règle est très stricte : tout musicien jouant avec Cortot sera radié immédiatement. Ainsi, aucun musicien parisien ne veut, ni ne peut plus jouer avec Cortot. Le comité de l'orchestre prévient Cortot qui accepte un compromis : au lieu de jouer le Concerto de Schumann avec l'orchestre, il jouera seul des œuvres de Chopin entre des pièces symphoniques de Bach (1re suite) et de Debussy (La Mer) par l'orchestre.
Les concerts vont tourner à l'émeute. Le 18, les partisans de Cortot sifflent l'orchestre et exigent le concerto comme prévu lorsqu'on leur explique le changement de programme. Les opposants de Cortot le sifflent à son tour et l'insultent en insinuant sa proximité avec les nazis. L'après-midi, les partisans des deux « camps » s'étant mobilisés, la situation empire nettement : les auditeurs envahissent l'orchestre et on se bat dans la salle. Cortot reste impassible et joue son programme en soliste : il est rappelé sept fois et joue deux « bis ». Le lendemain, la situation est bien pire encore : entre les bagarres dans la salle et les sifflets à roulette, le concert s'arrête dans un vacarme indescriptible.
Cortot laisse entendre à Gavoty qu'il n'est pas affecté émotionnellement mais il annule provisoirement tous ses concerts en France. Il engage un procès contre le syndicat des artistes musiciens. Le jugement en première instance donne raison à Cortot en 1948 mais la cour d'appel déboute Cortot de sa demande. Cortot se pourvoit en cassation, la décision de la cour d'appel est cassée et les parties renvoyées devant la cour de renvoi d'Orléans qui donne finalement raison à Cortot en 1954 après sept ans de procédure.
Durant la période 1947-1948, Cortot donne un très grand nombre de concerts à l'étranger. Le pianiste, qui est désormais âgé, a des problèmes de cataracte qui vont affecter sa vue. Ses problèmes de santé vont se multiplier. Sa technique va, en conséquence, décliner fortement dans les années qui suivent donnant la naissance à la légende d'un Cortot à la technique approximative. Plus grave pour lui, sa deuxième femme souffre continuellement de graves problèmes de santé. Ce dernier point et des problèmes financiers vont expliquer que Cortot va se réfugier dans une activité de concertiste frénétique dans toute la dernière partie de sa vie malgré sa baisse de niveau continuelle. Il travaille énormément aussi pour son école normale.
Cortot va tenir sa revanche sur les concerts de janvier 1947 : pour le centième anniversaire de la mort de Chopin, le 17 octobre 1949, il donne un récital à la salle Pleyel avec toutes ses œuvres préférées du compositeur auquel il s'identifie depuis toujours. Les places sont prises d'assaut très longtemps à l'avance et son entourage a très peur jusqu'à la fin du concert qu'un nouveau scandale n'éclate. Il commence par la Fantaisie en fa mineur, une Valse, la Berceuse, dont il possède l'esquisse autographe, les 24 préludes bien sûr, la Sonate funèbre et enfin la Polonaise héroïque. Le public très ému lui fait un triomphe. Cortot n'exulte pas : il envoie simplement une lettre à sa femme pour lui dire à quel point il aurait aimé qu'elle fût là.
Les années 1949-1956 ressemblent de plus en plus à une fuite en avant. Alors que Cortot avait promis depuis longtemps de prendre sa retraite à 65 ans qu'il a déjà bien dépassés, il multiplie les concerts en France et à l'étranger même une grande tournée au Japon. S'il obtient encore des triomphes, c'est plus pour le mythe Cortot car tout le monde a conscience que ses yeux et ses doigts lui font de plus en plus défaut : en 1956 dans son École normale il donne un récital Chopin-Schumann qui tourne au désastre (il y a une note sur trois).
Le point limite est atteint en 1957. Cortot qui vient de gagner enfin son procès contre le syndicat des musiciens, veut consacrer sa victoire au même endroit, le théâtre des Champs-Élysées, et avec le même orchestre, celui de la Société des concerts du Conservatoire, que lors des concerts de janvier 1947. Il veut jouer, avec l'orchestre au bénéfice de la caisse de retraite des musiciens, deux de ses plus grands succès : le concerto de Schumann et les Variations symphoniques de César Franck. Mais devant la salle pleine à craquer, tout le monde prit conscience que Cortot ne maîtrise plus ces deux œuvres qui lui ont assuré les plus grands triomphes dans le monde entier. Gavoty est obligé d'écrire un article sur le concert. Cortot ne dit rien mais note dans son agenda : « Article de Gavoty, style oraison funèbre ».
Sa femme est désormais persuadée qu'il veut mourir sur scène. Il lui a asséné sans réplique : « Je ne m'arrêterai jamais ! ». Son ami, le critique musical Émile Vuillermoz lui écrit une lettre pour le supplier d'arrêter à la demande de Renée Cortot. Cortot finit par simplement évoquer ses quatre-vingts ans pour sa retraite mais parle toujours de tournées aux États-Unis. Cortot cherche à aplanir les différends avant de mourir : il rend même visite en 1958 à Marguerite Long qui était la principale instigatrice de la cabale lors des concerts de Paris en janvier 1947. Ils se réconcilient. Mais la vraie sérénité, Cortot va l'obtenir auprès de son ami Pablo Casals.
Casals s'était déjà brouillé avec Cortot car il lui reprochait de rester indifférent aux événements politiques pendant la Guerre d'Espagne et de continuer de jouer dans l'Allemagne nazie qui soutenait Franco (Cortot y a joué en 1934 et 1938 en réponse à l'invitation de Furtwängler). Évidemment, la participation de Cortot au régime de Vichy n'a pas amélioré leur relation. Les deux amis s'étaient retrouvés pour le jubilé de Casals à la Sorbonne en 1956. La veille, Cortot l'a accueilli à l'École normale où il lui a dit : « Je suis à jamais ton vieil élève constamment émerveillé… » Casals lui a répondu le plus affectueusement du monde, n'omettant cependant pas de parler « d'événements » de « choses » du passé concluant : « enfin, notre affection est sauve ».
L'ultime pardon qu'il attend arrive enfin en 1958 : Casals l'invite à son célèbre Festival. L'invitation est symbolique à plus d'un titre. Le festival n'est pas seulement un haut lieu de la musique c'est aussi un haut lieu de rencontre des artistes anti-fascistes dont Casals fut toujours l'un des fers de lance. Le concert a lieu le 10 juillet 1958 : la Sonate en la et des Variations de Beethoven sur La Flûte enchantée. Casals lui dit pendant les répétitions : « Tu as toujours eu les mouvements justes. C'est à croire que tu as avalé un métronome réglé par Beethoven en personne. Les jeunes pianistes jouent deux fois trop vite. Sais-tu qu'à nous deux, nous totalisons cent soixante-trois ans ? Nous allons leur donner une leçon ». Le jour du concert, la salle est comble. Le miracle se produit : Cortot retrouve sa technique et la musique est superbe. À la fin, Pablo quitte son pupitre et vient embrasser Cortot. Ils saluent se tenant la main devant le public sous les applaudissements interminables. Est-ce ce qu'il avait cherché depuis des années ? Toujours est-il que Cortot arrête enfin toute activité. C'est l'ultime concert de sa vie.
Il passe ses quatre dernières années à Lausanne. On lui trouve en 1962 un double cancer des poumons et une poly-sclérose artérielle. Dans la clinique, il est semi-inconscient et délire. Sa dernière parole à sa femme est restée célèbre : « La salle est-elle pleine ? ». Alors qu'il entre dans le coma, et que sa femme le tient par la main gauche, il joue du piano avec la main droite sur le drap de son lit. Sa femme reconnaît qu'il répète à plusieurs reprises un trait difficile d'une des Études de Chopin qu'il jouait très souvent. Il meurt deux jours plus tard, le 15 juin 1962, dans l'inconscience. Le 18 juin a lieu une cérémonie religieuse à l'Église Saint-Roch à Paris. Un grand nombre de gens font le déplacement, mais aucun officiel du monde musical français, auquel il a consacré sa vie. Il est inhumé le 19 au Villars avec ses parents, son frère et ses deux sœurs, selon son souhait.

## Le pianiste
Alfred Cortot a eu une grande influence sur l'interprétation pianistique tant en France qu'à l'étranger. Et particulièrement en Union soviétique, où ses concerts, donnés pendant les années 1920 à Moscou et à Saint-Pétersbourg, ont été à l'origine d'une scission dans le monde pianistique local. À l'opposé de certains pianistes plus académiques, les progressistes emmenés par Heinrich Neuhaus et Samuil Feinberg se déclarèrent impressionnés par le pianiste français au point de repenser leur technique.

### Style
La caractéristique principale de son style d'interprétation et ce qui révolutionna à son époque l'interprétation des œuvres pour piano est ce qu'il appelait « le goût naturel de faire rendre à la musique son côté émotif ». Il déclara l'avoir acquis très tôt grâce à ses deux sœurs aînées qui lui enseignèrent la musique pendant son enfance. C'est ce que résuma le pianiste Murray Perahia en 2012 : « La technique ne l'intéressait pas en tant que telle, elle n'était qu'un véhicule pour la musique ».
Très tôt, il s'opposa donc à la tradition de son maître Louis Diémer qui dominait en France à l'époque et qui privilégiait, au contraire, la perfection digitale aux dépens de l'expression. Il déclara en de nombreuses occasions que son secret était qu'il « n'était pas un pianiste ». Il fallait comprendre qu'il se considérait comme un poète et que le piano n'était pour lui qu'un moyen. Il fut donc « le premier à réaliser une fusion des différents styles pianistiques, associant technique et expressivité ».
Son approche du piano fut critiquée (par exemple par Alexandre Goldenweiser) pour les nombreuses libertés qu'il prenait par rapport à la partition (en particulier une utilisation systématique du rubato) et par ses petites approximations techniques qui s'accentuèrent fortement à l'extrême fin de sa carrière,.
Mais, comme le chef d'orchestre Wilhelm Furtwängler auquel il fut souvent comparé, Cortot ne cherchait pas la perfection dans les détails. Il privilégiait une approche unitaire de l'œuvre où le phrasé avait plus d'importance que la mesure. Cortot a été le premier à envisager les Préludes de Chopin comme un tout organique dont chaque pièce ne serait qu'un moment privilégié, et le miracle vient de là : l'unité vient de la diversité. Yvonne Lefébure le résuma en 1939 :

« Il y a un style alla Cortot qu'il a vraiment créé et que l'on reconnaît entre tous : phrasé plus parlant qu'aucun autre, grâce à l'intensité de chaque note, qu'une courbe admirablement flexible - élan et retenue - infléchit en un rubato inimitable. Inimitable aussi, cette manière de faire fleurir la mélodie, de mettre en guillemets une note particulièrement expressive, de ramener la phrase, avec une liberté, un imprévu que commande le goût le plus sûr, et qui régit un rythme aussi rigoureux qu'il est souple. Tout est si vivant et animé du souffle intérieur que même les silences parlent. La virtuosité est ennoblie ou plutôt disparaît, pour n'être que musique, ce qui est une virtuosité supérieure. »

Chaque interprétation était conçue comme une recréation laissant place à l'improvisation. André Tubeuf l'expliqua :

« Cortot un des premiers a compris, et explicitement fait comprendre que les signes notés sur le papier, la lettre de la musique, ne sont qu'un support pour l'imagination créatrice : les ayant parfaitement assimilés, elle les oublie et s'envole, fécondée, dans une exaltante liberté »

Son enregistrement de 1934 des Études de Chopin est particulièrement représentatif de son approche de l'interprétation : « Version insurpassée et insurpassable […] Cortot y fait une fois de plus la preuve de sa prodigieuse maîtrise technique et de son imagination sans limite ». L'œuvre a, en effet, un fort caractère technique et permet d'exercer les doigts mais Cortot transcende l’aspect technique pour laisser place à l'imagination poétique. C'est ce qu'explique Rémi Jacobs : « L'engagement qui distingue ses Études de bien d'autres versions reste unique. Il ne s'agit plus d'exercices mais bien d'instantanés où le sentiment l'emporte sur la technique ». Et comme l'explique Tubeuf : « Préludes, Impromtus, qu'importe ? Même les Études chez Chopin, qui s'avouent exercices digitaux, même les Valses, qui se revendiquent danses, sont d'abord [pour Cortot] des moments, des saisies de l'humeur. Des états expressifs de l'âme ».
Mais ce qui le caractérise le plus est la richesse sonore, la couleur qu'il obtenait du piano. Dans la Berceuse de Chopin, selon le guide Diapason dans le jeu de Cortot : « tout est affaire de sonorités. Écoutez de quelle moirure et de quelle vaporeuse lumière il colore les méandres sinueux de cette prodigieuse série de variations sur une basse obstinée », « Un discours mélodique vivant, inspiré, coloré, sans cesse changeant ». Cette richesse sonore a souvent été associée à son expérience de chef d'orchestre et à sa fascination pour la richesse de l'orchestration wagnérienne : « L'expérience de chef d'orchestre wagnérien [de Cortot] marqua à tout jamais le jeu du pianiste, un jeu qui cherche volontiers les couleurs de l'orchestre et les inflexions de voix ». Son expérience de musique de chambre avec Jacques Thibaud et Pablo Casals a joué aussi un rôle important car il déclara que c'est en accompagnant les cordes qu'il a appris à faire « chanter » son instrument.
Pour Cortot, la façon de toucher le clavier ou d'appuyer sur les pédales pouvait fournir une infinité de nuances qui pouvaient être exploitées pour les adapter au discours musical. Ceci explique que la méthode de travail qu'il décrivit dans Les Principes rationnels de la technique pianistique se focalisa sur le lien subtil entre la subjectivité et le travail des doigts, des poignets et des bras. Particulièrement significatif à ce sujet était son utilisation des pédales qui ouvrait « une palette sonore infinie ». D'après l'explication de Lefébure :

« Leur étonnant maniement [des pédales], permet par le vibrato pour ainsi dire indiscontinu du pied droit, des enveloppements, des résonances, et un éclat varié à l'infini, cependant que les passages senza pedale souvent et combien justement employés, prennent par surcroît un relief extraordinaire. »

Il est également l'auteur d'éditions de travail d'œuvres de Chopin, Schumann, Franz Schubert, Felix Mendelssohn, Johannes Brahms, Carl Maria von Weber et Franz Liszt.
Il écrivit pour les Éditions Rieder La musique française de piano (deux volumes).

### Enregistrements du trio Cortot-Thibaud-Casals
Parmi leurs enregistrements, on notera surtout le Trio « Archiduc » de Beethoven de 1928. Selon le guide Diapason, dans cet enregistrement, « Cortot-Thibaud-Casals, brûlants d'énergie, rendent une étrange saveur ; ils usent de fluctuations de tempo (allegro moderato) qui surprennent comme le plus secret de l'œuvre. Une telle lecture fourmille d'impulsions (scherzo) ; son comportemeent justifie tout. Les variations de l'andante cantabile chantent toujours. Cortot, d'une grave poésie, Casals à l'émotion inimitable effacent par leur souplesse de phrasé les quelques imperfections factuelles […] Et Thibaud à son tour ose aller vers l'expressivité la plus abrupte. [Cette interprétation] reste l'un des plus hauts sommets de la discographie beethovénienne ». Les Trio nº 1 de Mendelssohn et Trio pour piano et cordes nº 3 de Schumann restent aussi des références majeures,.

### Répertoire
Alfred Cortot se concentra surtout sur le répertoire du XIXe siècle, il déclara d'ailleurs : « Je suis un homme du XIXe siècle, », regrettant toujours d'« être venu trop tard dans un monde trop vieux ».
Cortot a laissé un legs discographique très important dont la partie la plus représentative est l'ensemble des enregistrements de l'entre-deux-guerres. Encore aujourd'hui, son nom reste d'abord associé à Frédéric Chopin. Stefan Zweig déclara à ce propos :

« Quand les mains de Cortot n'existeront plus, Chopin mourra une seconde fois. »

Cortot fut l'interprète privilégié des 24 Préludes et des 24 Études, ses interprétations de ces œuvres étant encore des références de premier plan,. Vladimir Horowitz déclara, après avoir assisté à un concert de Cortot où il joua ces deux séries, que ce dernier en avait donné une interprétation « insurpassable ». Ses enregistrements de la célèbre Berceuse de Chopin illustrent particulièrement clairement la « couleur » du jeu pianistique de Cortot.
Alfred Cortot a enregistré de nombreux disques, spécialement de Chopin, Schumann et Liszt. Il a publié le premier enregistrement mondial intégral de la Sonate en si mineur de Liszt, des Kreisleriana de Schumann et du Premier livre des Préludes de Debussy. D'aucuns[Qui ?] lui reprochent souvent ses fausses notes. Néanmoins l'usage de l'époque était que les enregistrements réalisés par Cortot l'étaient en une seule prise par face, sans montage. Vladimir Horowitz, ayant entendu Cortot jouer l'étude en forme de valse de Saint-Saens, vint le voir à Paris pour prendre quelques leçons avec lui. Son enregistrement du 5e Concerto brandebourgeois de J. S. Bach permet aussi de constater son éblouissante technique.
Avec plus de 6 000 récitals donnés sur quatre continents, comme soliste, chambriste ou chef d'orchestre, de nombreuses conférences-concerts, la création de l'École normale de musique de Paris, de multiples classes de Maître données à Paris, Lausanne ou encore à l'Académie Chigiana de Sienne, la publication des premières éditions urtext du répertoire pianistique, source de documentation précieuse encore d'actualité, l'héritage musical et pédagogique de Cortot est exceptionnel et ne connaît pas d'équivalent au XXe siècle.

## Une certaine vision de l'enseignement musical
Réputé pour sa pédagogie, il eut bon nombre d'élèves qui furent d'excellents pianistes, comme Jean-Claude Englebert, Clara Haskil, Denise Bidal, Dinu Lipatti, Hélène Liamine, Jacques Dupont, Samson François, Setrak, Gina Bachauer, Yvonne Lefébure, Marcelle Meyer, Vlado Perlemuter, Magda Tagliaferro, Reine Gianoli, Hélène Boschi, Florence Delaage, Jerome Lowenthal, Jean Micault, Pnina Salzman, Rodica Soutzo, Thierry de Brunhoff ou bien encore Marguerite Monnot qui, avant de devenir la compositrice attitrée d'Édith Piaf, fut une concertiste talentueuse. D'autres élèves, au Québec, Yvonne Hubert et André Mathieu (le jeune compositeur appelé le Mozart québécois au destin tragique), Claudine Perretti à Lausanne et Boulogne-Billancourt, et Blanche Bascourret de Guéraldi à l'École normale de musique de Paris, pour n'en citer que deux, sont devenus des pédagogues très renommés.

## Attitude pendant la guerre
L'attitude d’Alfred Cortot sous l'Occupation est marquée par une proximité avec le régime de Vichy. On lui reprochera également ses tournées en Allemagne nazie. Son attitude à l'égard des musiciens juifs fait l'objet de témoignages contradictoires. Des historiens nuancent aujourd'hui la « légende noire » qui s'est créée à son encontre et relativisent son rôle dans le régime de Vichy.

### Une motivation patriotique
En 1939, il a soixante-deux ans et est un artiste internationalement reconnu, une vedette aux yeux d'un large public. Ses engagements publics sont importants, mais comme le souligne François Anselmini, Cortot n'attend pas l'arrivée au pouvoir du Maréchal Pétain pour être un artiste engagé, et dans ce domaine également les Romantiques lui servent de modèle. Il décide de servir un Gouvernement qui est encore celui de la République et dès septembre 1939 il replonge dans l'action politique et administrative. Reproduisant son attitude de 1914, il suspend toute activité musicale et retourne à l'administration des Beaux-Arts qu'il a fréquentée lors du premier conflit.
En 1940, selon Anselmini « la suppression de la démocratie et le caractère autoritaire que revêt le nouveau régime ne rebutent pas Cortot, mais on sait qu'il est loin d'être le seul à se rallier au Maréchal dans le climat de désarroi qui règne à cette époque : n'a-t-on pas dit, avec raison que la France comptait alors quarante millions de pétainistes? ». Il prend donc part à la Révolution nationale promue par le maréchal Pétain, en espérant représenter une musique fondée sur des valeurs traditionnelles.

### Une attitude critiquable
Pour Jacques Canetti, il n'est d'aucun secours aux différents artistes que la guerre a plongés dans l'aventure et dont certains l'avaient pourtant aidé jadis. Il semble qu'il ait été indifférent au sort de certains de ses anciens élèves, juifs, comme Clara Haskil et Vlado Perlemuter, ou condisciples comme Lazare-Lévy venus lui demander de l'aide. Dans son livre Je suis un violoniste raté (1973, Julliard), le critique musical Antoine Goléa brosse un tableau très dur de l'attitude de Cortot durant la Seconde Guerre mondiale ; il en est de même pour Jérôme Spickett dans sa biographie de Clara Haskil. Il aurait cependant aidé Marya Freund et Manuel Rosenthal[réf. nécessaire].
En mars 1942, puis en novembre de la même année, Cortot donne, à l'invitation de Wilhelm Furtwängler, une série de concerts publics en Allemagne et en particulier au Foyer français de Berlin. Il profite de cette occasion pour jouer devant de nombreux prisonniers français détenus dans les stalags et les camps de travailleurs proches de Berlin. Cortot sera sollicité une seconde fois en 1943 par l'Ambassadeur de Vichy en territoire occupé, Fernand de Brinon, pour jouer à nouveau en Allemagne. Cortot refuse alors, conscient que sa présence en Allemagne sert avant tous les intérêts de la propagande nazie. « Son refus entraîne immédiatement de la part des autorités d'occupation la suppression systématique de ses visas, nécessaires pour ses tournées en Suisse, en Espagne et en Belgique, auxquelles il doit renoncer. »

### Débats autour d'une «légende noire»
Après la guerre, l'attitude de Cortot sera fortement stigmatisée et donnera lieu à une « légende noire » qui poursuivra le musicien jusqu'après sa mort.
Les travaux récents de l'historienne israélienne Limore Yagil apportent aujourd'hui des éléments nouveaux qui tempèrent cette image d'un musicien collaborateur. Ainsi, elle affirme que « Cortot est intervenu en faveur de nombreux musiciens et d’artistes juifs, et autres pour empêcher le départ de certains en Allemagne dans le cadre du Service de travail obligatoire ou pour libérer d’autres arrêtés par les autorités d’occupation. Plusieurs dizaines de personnes lui doivent leur survie, attitude assez exceptionnelle en période d’Occupation et qui démontre que la “désobéissance civile” n’était pas un vain mot, même pour un artiste qui accepta de s’accommoder avec le régime de Vichy, en espérant ainsi réaliser ses rêves de réformer l’enseignement de la musique en France ». Elle détaille également les démarches entreprises par Cortot auprès des autorités de Vichy et des Nazis, et elle apporte un contrepoids et des éléments nouveaux qui rompent avec la vision couramment admise dans l'historiographie relative à Cortot. Il faut néanmoins relever le fait que les travaux de Limore Yagil ne font pas l'unanimité. Il faudra attendre la publication de la thèse de François Anselmini pour que la lumière soit faite. Celui-ci note dans un article que « c’est donc [surtout] par ses activités musicales que Cortot, à la fois gloire nationale et artiste parmi les plus engagés de la période, se comporte en champion de la Révolution nationale et de la Collaboration » (« Notre national et international Cortot », in La Musique à Paris sous l’Occupation, sous la dir. de Myriam Chimènes et Yannick Simon, Fayard, 2013, p. 179).
Pour Marie-Aude Roux, journaliste au Monde,

« le cinquantième anniversaire de la mort du pianiste est l'occasion de faire le point sur sa contribution positive à l'organisation de la vie musicale par son rôle d'expert entre 1940 et 1944 comme sur ses supposées positions antisémites, dont les témoignages restent contradictoires. Si Cortot n'en sort pas grandi, notamment à cause de ses tournées de concerts en Allemagne avec Wilhelm Furtwängler, le bilan est apparu assez contrasté après-guerre pour lui permettre de reprendre sa carrière dès 1946. »

## Postérité
Au Japon, une île côtière porte le nom de Cortot (Cortoshima), témoignage de l'admiration que suscite le pianiste français dans l'archipel nippon.
Les quelque 10 000 ouvrages et partitions annotés de sa main que comprenait sa bibliothèque musicale furent rachetés et sont conservés à la Bibliothèque musicale La Grange-Fleuret de Paris. Mais une partie des manuscrits dont Alfred Cortot s'était porté acquéreur ont été dispersés dans quelques-unes des plus grandes bibliothèques publiques du monde entier. La radio télévision suisse conserve les archives des entretiens avec Bernard Gavoty enregistrés en 1953.

### Iconographie

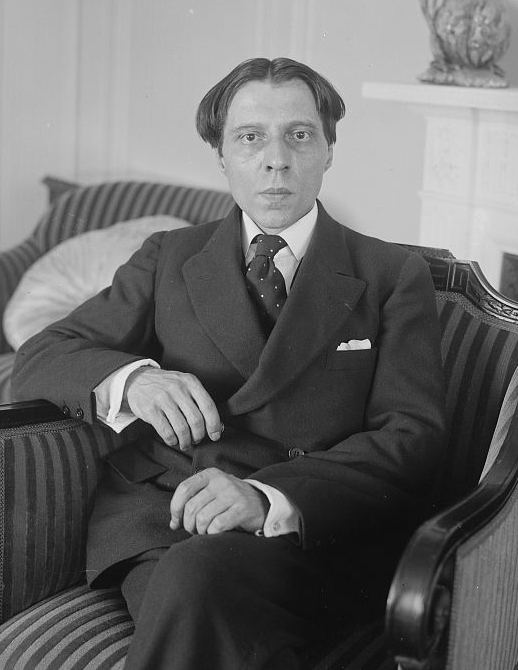
Alfred Cortot (sd).
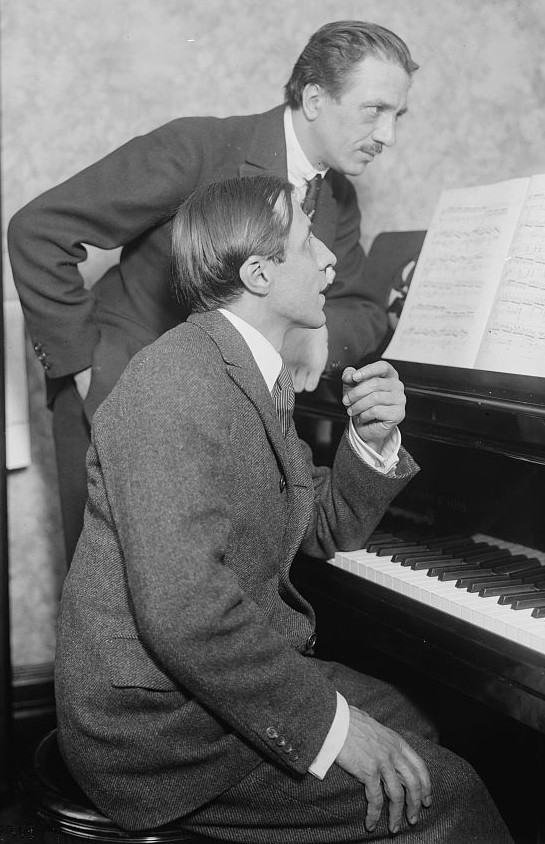
Avec Jacques Thibaud (sd).
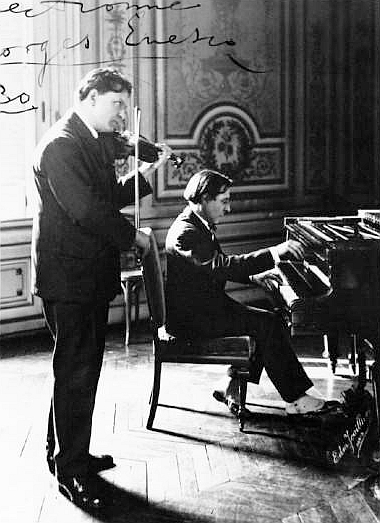
Avec Georges Enesco en 1930.
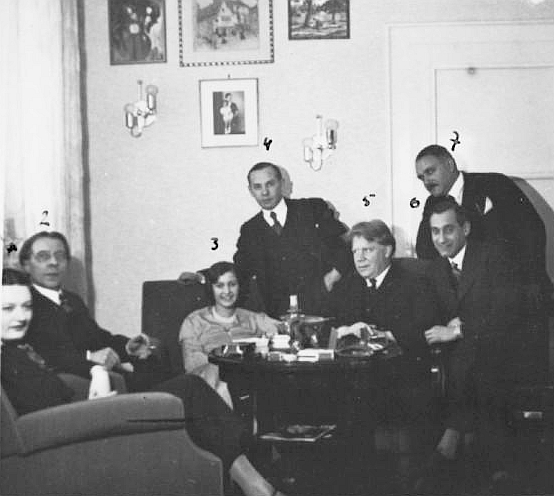
Avec Edwin Fischer (5) (sd).
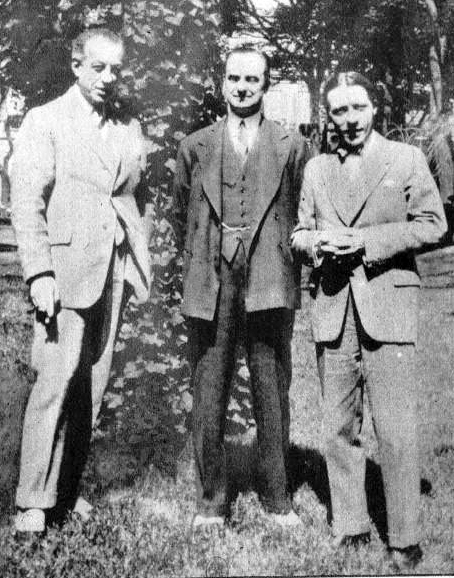
Avec Bernard Boutet de Monvel et Paul Schmidt en 1927.

### Illustrations sonores
| Robert Schumann (1810-1856) |                                              |                               |
| Concerto pour piano op. 54 en la mineur Alfred Cortot, Orchestre philharmonique de Londres, Landon Ronald (Direction) (22 juin 1927) |                                              |                               |
| 1er mouvement : Allegro affettuoso                                                                                                   | 2e mouvement : Intermezzo : Andante grazioso | 3e mouvement : Allegro vivace |
| |                                              |                               |
| 1° Andante espressivo - Allegro (Partie 1)                                                                                           | 2° (Partie 1)                                |                               |
| |                                              |                               |
| 1° Andante espressivo - Allegro (Tempo 1) (Partie 2)                                                                                 | 2° (Partie 2) — 3° (Partie 1)                | 2° (Partie 2) — 3° (Partie 1) |
| |                                              |                               |
| 1° Andante espressivo - Allegro (Partie 3)                                                                                           |                                              | 3° (Partie 2)                 |
| |                                              |                               |
| 1° Cadenza et Allegro molto (Partie 4)                                                                                               |                                              |                               |

### Discographie
| Compositeur | Œuvre                    | Orchestre                        | Solistes                | Circonstance | Lieu    | Label | Date         | Commentaires |  |
| ----------- | ------------------------ | -------------------------------- | ----------------------- | ------------ | ------- | ----- | ------------ | ------------ |  |
| Chopin      | Berceuse                 |                                  |                         |              | Londres | EMI   | 1949         | André Tubeuf |  |
| Chopin      | Études                   |                                  |                         |              |         | EMI   | 1934         |              |  |
| Chopin      | Préludes                 |                                  |                         |              | Londres | EMI   | 1933 et 1934 | André Tubeuf |  |
| Franck      | Prélude, Choral et Fugue |                                  |                         |              | Londres | Dante | 1932         |              |  |
| Franck      | Prélude, Aria et Finale  |                                  |                         |              | Londres | Dante | 1929         |              |  |
| Franck      | Variations symphoniques  | Orchestre symphonique de Londres | Direction Landon Ronald |              | Londres | Dante | 1934         |              |  |

### Publications
- Alfred Cortot, La Musique française de piano, Paris, Presses Universitaires de France, 1944, 2 vol. (lire en ligne). Il existe également une édition antérieure de cet ouvrage, publiée par Les Éditions Rieder (Paris), le premier volume sans date de parution, le second avec la date : M.CM.XXXII, soit 1932. Ces essais avaient déjà paru dans La Revue Musicale.
- Alfred Cortot, Cours d'interprétation, Lausanne, Suisse, Éditions Slatkine, 1991, 2e éd. (1re éd. 1934) (ISBN 978-2-05-000162-6)
- Alfred Cortot (préf. Hélène Grimaud), Aspects de Chopin, Paris, Éditions Albin Michel, 2010, 2e éd. (1re éd. 1949), 277 p. (ISBN 978-2-226-19590-6, BNF 42141513)
- Alfred Cortot : Principes rationnels de la technique pianistique - Editions Salabert (SLB4096)
- Alfred Cortot : Editions de travail des œuvres de Chopin :
  - Etudes opus 10, 25 (ISMN 979-00480600498) - Editions Salabert (SLB00589800)
  - Scherzos opus 20, 31, 39, 54 (ISMN 979-0048041332) - Editions Salabert (SLB3836)
  - Ballades opus 23, 38, 47, 52 (ISMN 979-0048005136) - Editions Salabert (SLB00383400)
  - Préludes opus 28 (ISMN 979-0048005020) - Editions Salabert (SLB381700)
  - Sonate opus 35 - Editions Salabert (SLB00592100)
  - Sonate opus 58 - Editions Salabert (SLB3853)
  - Nocturnes opus 9, 15, 27, 32, 37, 48, 55, 62 (ISMN 979-0048060333) - Editions Salabert (SLB5921)
  - Valses (ISMN 979-0048041325) - Editions Salabert (SLB00383100)
  - Impromptus opus 29, 36, 51 et Fantaisie-Impromptu opus 66 (ISMN 979-0048041318) - Editions Salabert (SLB0038300)
  - Mazurkas opus 59, 63, 67, 68 (ISMN 979-0048041394) - Editions Salabert (SLB00384600)
  - Polonaises (ISMN 979-0048003682) - Editions Salabert (SLB3828)
  - Fantaisie opus 49, Barcarolle opus 60, Tarentelle opus 43, Berceuse opus 57 - Editions Salabert (SLB5415)
- Alfred Cortot : Editions de travail des œuvres de Schumann :
  - Variations sur le nom « Abegg » opus 1 - Editions Salabert (SLB3910)
  - Papillons opus 2 - Editions Salabert (SLB3911)
  - Carnaval opus 9 - Editions Salabert (SLB3912)
  - Humoresque opus 20 (ISMN 979-0048004290) - Editions Salabert (SLB00389000)
  - Scènes d'enfants opus 15 (ISMN 979-0048004825) - Editions Salabert (SLB00391400)